# Hypsas Vallis
L'Hypsas Vallis è una struttura geologica della superficie di Marte.